# Dawid Konarski
Dawid Konarski est un joueur polonais de volley-ball né le 31 août 1989 à Świecie (voïvodie de Cujavie-Poméranie). Il mesure 2,00 m et joue réceptionneur-attaquant. Il totalise 6 sélections en équipe de Pologne.

## Clubs
| Club              | De        | À         |
| ----------------- | --------- | --------- |
| Delecta Bydgoszcz | 2008-2009 | 2012-2013 |
| Resovia Rzeszów   | 2013-2014 | ...       |

## Palmarès
- Supercoupe de Pologne (1)
  - Vainqueur : 2013